# Новгородский округ
Новгородский округ — административно-территориальная единица Ленинградской области, существовавшая в 1927—1930 годах. Административный центр — город Новгород.
Новгородский округ был образован 1 августа 1927 года в составе Ленинградской области. В него вошли территории упразднённых Новгородского, Старорусского и Демянского уездов Новгородской губернии.
По постановлению ЦИК и СНК СССР от 23 июля 1930 года Новгородский округ, как и большинство остальных округов СССР, был упразднён. Его районы отошли в прямое подчинение Ленинградской области.

## Административное деление
Округ был разделён на 19 районов: 
- Белебёлковский,
- Бронницкий,
- Волотовский,
- Демянский,
- Залучский,
- Крестецкий,
- Луженский,
- Маловишерский,
- Медведский,
- Молвотицкий,
- Новгородский,
- Подгощский,
- Поддорский,
- Полновский,
- Польский,
- Солецкий,
- Старорусский,
- Черновский,
- Чудовский.

В 1928 году Луженский район был переименован в Лычковский.
По данным на 1929 год в округе существовало 7 национальных сельсоветов:
- В Крестецком районе — Комзовский, Яблоня эстонские
- В Новгородском районе — Ермолинский латышский; Ново-Николаевский немецкий
- В Чудовском районе — Деревский, Коломовский латышские; Ново-Александровский немецкий[1].